# Полозова балка
По́лозова ба́лка — загальнозоологічний заказник загальнодержавного значення в Україні. Розташований у межах Устинівського району Кіровоградської області, за 3 км. на південний захід від села Любовичка. 
Площа 27 га. Створений згідно з Указом Президента України від 12 вересня 2005 року № 1238/2005. Перебуває у віданні ДП «Долинський держлісгосп». 
Створений з метою охорони унікальної степової ділянки, розташованої на південному схилі глибокої балки. Зростають цінні рослинні угруповання, типові для степової зони: сон чорніючий, ковила Лессінга, півники понтичні, гвоздика бузька, занесені до Червоної книги України. З тварин водяться боривітер степовий, гадюка степова східна, полоз жовточеревий, трапляються змієїд, канюк степовий.